# Frigyes Erdmann anhalt-pleßi herceg
Frigyes Erdmann anhalt-pleßi herceg (Köthen, 1731. október 27. – Pleß, 1797. december 12.) Krisztina Johanna Emília és Ágost Lajos anhalt-kötheni herceg fia. Ő volt a Pleßi Hercegség első uralkodója, 1765 és 1797 között uralkodott. Kilenc gyermeke született.